# Red Joan
Pour plus de détails, voir Fiche technique et Distribution.
Red Joan est un film d'espionnage britannique réalisé par Trevor Nunn, sorti en 2018.
Il s'agit de l'adaptation du roman éponyme de Jennie Rooney, qui s'inspire ici de la vie de Melita Norwood, connue pour avoir été une agent du KGB au Royaume-Uni.

## Synopsis
Joan Smith (Sophie Cookson) étudie la physique à l'université de Cambridge. Elle se lie avec les socialistes et la politique radicale grâce à ses amis juifs-allemands Sonya et Leo Galich (Tereza Srbova et Tom Hughes). Ces derniers sont en vérité cousins, mais, Sonya étant orpheline, ont grandi en tant que frère et sœur. Depuis leur rencontre, Joan tombe amoureuse de l'intellectuel Leo.
En temps de guerre, elle est recrutée par le projet Tube Alloys pour construire une bombe atomique pour la Grande-Bretagne, et rencontre le scientifique Max Davis (Stephen Campbell Moore). Leo essaie de recruter Joan pour transmettre ses travaux à l’Union soviétique, mais elle refuse et, l'accusant de profiter d'elle, met fin à sa relation avec lui. Elle tombe amoureuse de Max, mais leur relation se termine vite lorsque Max la souhaite comme épouse, et non pas en tant que maîtresse, à cause des lois strictes sur le divorce en Grande-Bretagne. Il est incapable de divorcer de sa femme. En 1945, elle est scandalisée par les bombardements atomiques ayant lieu dans les villes d'Hiroshima et de Nagasaki et commence à avoir peur que les bombes atomiques soient visées contre l'Union soviétique. Elle communique aux Galich des renseignements concernant le programme nucléaire britannique…

## Fiche technique
Sauf indication contraire, les informations mentionnées dans cette section peuvent être confirmées par la base de données cinématographiques IMDb,  présente dans la section « Liens externes ».
- Titre original : Red Joan
- Réalisation : Trevor Nunn
- Scénario : Lindsay Shapero, d'après le roman éponyme de Jennie Rooney[1]
- Musique : George Fenton
- Direction artistique : Sion Clarke
- Décors : Cristina Casali
- Costumes : Charlotte Walter
- Photographie : Zac Nicholson
- Montage : Kristina Hetherington
- Production : David Parfitt
- Sociétés de production : Trademark Films et Cambridge Picture Company
- Société de distribution : Lionsgate (en)
- Pays de production :  Royaume-Uni
- Langue originale : anglais
- Format : couleur - 2,35:1 - 35mm
- Genres : biographie, drame, espionnage et historique
- Durée : 101 minutes
- Dates de sortie :
  - Canada : 7 septembre 2018 (Festival international du film de Toronto)
  - Royaume-Uni : 19 avril 2019
  - Québec : 29 avril 2019[3]
  - France : 27 septembre 2019 (DVD et Blu-ray)[4]

## Distribution
Sauf indication contraire ou complémentaire, les informations mentionnées dans cette section proviennent du générique de fin de l'œuvre audiovisuelle présentée ici.
- Judi Dench (VFC : Sylvie Santelli) : Joan Elizabeth Stanley
  - Sophie Cookson (VFC : Mathilde Eloy) : Joan Smith, jeune
- Nina Sosanya : Mlle Hart, agent de Scotland Yard
- Laurence Spellman : M. Adams, agent de Scotland Yard
- Nicola Sloane : la voisine de Joan
- Tereza Srbova (VFC : Cécilia Debergh) : Sonya
- Freddie Gaminara (VFC : Julien Chettle) : Sir William Mitchell
- Raj Swamy : Kharak
- Tom Hughes (VFC : Olivier Valiente) : Leo Galich
- Adrian Wheeler : Heckler
- Ben Miles (VFC : Éric Bonicatto) : l'avocat Nick Stanley, fils de Joan et Max
- Lulu Meissner : la serveuse
- Phill Langhorne : un agent en uniforme
- Mike Sykes : le gardien
- Stephen Campbell Moore (VFC : Fanny Gatibelza) : le scientifique Max Davis, alias M. Stanley
- Ed Birch : Donald
- Debbie Chazen : Karen
- Robin Soans (en) : Clement Attlee
- Raymond Coulthard : James Chadwick
- Simon Ludders (en) : le capitaine
- Stuart Milligan : Taylor Scott
- Stephen Boxer (en) : Peter Kierl
- Lily et Jessica Delderfield : Katya
- Ciarán Owens : l'inspecteur Hughes
- Kevin Fuller : l'inspecteur Philips
- Hasan Dixon : l'agent de police
- Richard Teverson : l'inspecteur Watson
- Steven Hillman le gardien de prison
- Irfan Shamji : le journaliste

Doublage
- Studio de doublage : Audioprojects (Catalogne)
- Direction artistique : Olivier Valiente
- Adaptation des dialogues : Camille Roze
- montage et mixage chez Audioprojects

Source : Carton de doublage sur la plateforme OCS, ainsi que sur le DVD

## Production

### Développement et distribution des rôles
En septembre 2017, Judi Dench et Sophie Cookson sont engagées pour interpréter le même rôle, et la réalisation est confiée à Trevor Nunn. En novembre de la même année, David Parfitt est déclaré producteur du film, et le scénario est signé Lindsay Shapero, basé sur le roman de Jennie Rooney.
En février 2018, en même temps de la révélation des photos du film, on apprend également que Stephen Campbell Moore, Tom Hughes, Ben Miles et Tereza Srbova font partie de la distribution.

### Tournage
Le tournage commence en novembre. Il a lieu en Angleterre, précisément à Cambridge, autour de l'université, dont le St John's College, le Newnham College, le Downing Site (en), le laboratoire Cavendish ainsi que le jardin d'All Saints, et à Londres, dont le Senate House pour servir de décor à l'université de Montréal et la prison de Wormwood Scrubs pour les scènes extérieures.

### Musique
La musique du film est composée et dirigée par George Fenton.
Elle est interprétée par un orchestre symphonique, mettant l'accent sur les cordes et les bois, offrant de bons moments solos souvent maussades et sinistres, accompagnée de piano, la harpe, la flûte et quelques appareils électroniques.
Dans le film, on peut également entendre les morceaux musicaux, telles que Sweet Serenade de Geoffroy Peter Gascoyne, Starlight Serenade et Moonlight Magic d'Alan Moorhouse, Just Whisper de Jack Shaindin et Prelude to a Film de Cedric King Palmer.
Liste des pistes
1. Red Joan Theme (Prelude ; 0:44)
2. You’re Under Arrest (2:47)
3. Back to Cambridge (2:45)
4. The Ghost of Matter (2:22)
5. My Little Comrade (2:01)
6. The Tower (1:57)
7. Restraining Order (2:16)
8. Good at Drawing (2:43)
9. Leo’s Arrest (1:13)
10. Chadwick’s Arrival (1:58)
11. Making Land Tomorrow (1:39)
12. Maybe One Day (2:08)
13. The University (2:33)
14. Hiroshima  (2:25)
15. Agent Lotto (1:54)
16. Inspection (2:27)
17. The Locket (1:50)
18. Photo (2:23)
19. Leo’s Destiny (2:54)
20. Special Branch (1:49)
21. Two Copies (1:25)
22. I’m Not a Traitor (1:56)
23. Max in Jail (2:47)
24. End Titles (5:16)
25. Red Joan Theme (Postlude ; 0:40)

## Accueil

### Festival et sortie
Le film est présenté en avant-première, le 7 septembre 2018, au festival international du film de Toronto, au Canada. Peu après, IFC Films a acquis les droits de distribution américaine. Il sort au même jour, le 19 avril 2019, aux États-Unis et au Royaume-Uni,.

### Box-office
Le film rapporte 1,6 million dollars aux États-Unis et au Canada, ainsi que 8,2 millions dollars dans d'autres pays avec un total mondial de 9,8 millions dollars,.

### Critique
Le film reçoit un accueil mitigé de la critique. Il obtient un score moyen de 45 % sur Metacritic.